# Stanner E. V. Taylor
Stanner E. V. Taylor est un réalisateur et scénariste américain né en 1877 et ayant exercé durant la période du muet. Il est mort en 1948.

## Biographie
Stanner Edward Varley Taylor est né le 28 septembre 1877 à Saint-Louis, dans le Missouri. Il fait ses débuts dans le cinéma en travaillant pour la société de production new yorkaise, l'American Mutoscope and Biograph Company. Sa première tâche est de réaliser Over the Hill to the Poorhouse, basé sur un poème de Will Carleton, avec notamment Mack Sennett. Malgré plus de cinquante films réalisés au cours de sa carrière, il se distingue en étant principalement scénariste. C'est ainsi qu'il collabore avec D. W. Griffith quand celui-ci débute en 1908.
Il épouse Marion Leonard, une des actrices de la Biograph qui a beaucoup tournée pour Griffith. Stanner E. V. Taylor meurt le 23 novembre 1948 à Los Angeles, 19 ans après la signature de son dernier scénario.

## Filmographie partielle

### En tant que réalisateur
- 1908 : Over the Hill to the Poorhouse
- 1924 : The Lone Wolf
- 1924 : Roulette (en)

### En tant que scénariste
- 1908 : The Kentuckian de Wallace McCutcheon
- 1908 : Les Aventures de Dollie (The Adventures of Dollie) de D. W. Griffith
- 1908 : The Greaser's Gauntlet de D. W. Griffith
- 1908 : La Jeune Fille indienne (The Red Girl) de D. W. Griffith
- 1908 : Where the Breakers Roar de D. W. Griffith
- 1908 : L'Or du pirate (The Pirate's Gold) de D. W. Griffith
- 1908 : L'Ingrate (The Ingrate) de D. W. Griffith
- 1909 : One Touch of Nature de D. W. Griffith
- 1910 : In Old California de D. W. Griffith
- 1918 : Bas les masques ! (The Hun Within) de Chester Withey
- 1918 : Une fleur dans les ruines (The Greatest Thing in Life) de D. W. Griffith
- 1918 : À côté du bonheur (The Great Love) de D. W. Griffith
- 1919 : Le Calvaire d'une mère (Scarlet Days) de D. W. Griffith
- 1920 : La Danseuse idole (The Idol Dancer) de D. W. Griffith